# Frank J. Tipler
Frank J. Tipler (ur. 1947 w Andalusii (Alabama)) – amerykański matematyk i fizyk, profesor Uniwersytetu Tulane, transhumanista.

## Publikacje
Wraz z Johnem Barrowem jest współautorem książki " The Anthropic Cosmological Principle " – jednej z pierwszych promujących tzw. Zasadę Antropiczną. W roku 1995 opublikował on książkę pt.: The Physics of Immortality: Modern Cosmology, God and the Resurrection of the Dead ("Fizyka nieśmiertelności. Współczesna kosmologia, Bóg i wskrzeszenie zmarłych" - zakres tematyczny kosmologia, filozofia, religia, teologia). Opublikował również "The Physics of Christianity".

### The Physics of Immortality
W książce tej przewiduje on, iż potomkowie ludzie zbudują, w odległej przyszłości ogromny system komputerowy, a raczej ' środowisko hyper – cyberprzestrzeni ', zrealizowane w zapadającej się, w końcowym kolapsie czasoprzestrzeni. Umożliwi to według niego emulację, czyli rekonstrukcję, a więc ' zmartwychwstanie ' wszystkich osób żyjących wcześniej.
Tipler obserwując postęp poznania i rozwój technologiczny założył iż cywilizacja nasza nadal będzie stale zwiększała zasoby wiedzy i zdolność rozumienia procesów nawet tak skomplikowanych jak istota życia i manipulowanie czasoprzestrzenią. Tipler przewiduje także szybkie rozpoczęcie kolonizacji kosmosu, nie tylko przez powolne, wielopokoleniowe loty kosmiczne ale przede wszystkim poprzez wysyłanie sond kosmicznych wyposażonych w ' funkcjonalny zapis kodu genetycznego'. Przewiduje on skolonizowanie całego Wszechświata. Będzie to według niego tym bardziej możliwe, iż zakłada on tzw. zamknięty charakter czasoprzestrzeni. U końca czasów wysoko rozwinięta cywilizacja, rezydująca w czasoprzestrzeni dokonującej kolapsu posiadałaby wgląd w całość przeszłości, niejako zgodnie z konceptem Teilhard de Chardin – Punkt Omega. Zwiększając w nieskończoność swoją wiedzę i umiejętności technologiczne dokonałaby ona ' odtworzenia wcześniej żyjących istot ' wewnątrz hyper – cyberprzestrzeni.
Wysublimowana teoria Tiplera, wyrażona przy pomocy skomplikowanego aparatu matematycznego 'funkcjonuje' dobrze jedynie wobec założenia iż czasoprzestrzeń naszego Wszechświata ma charakter zamknięty i będzie w przyszłości dokonywać kolapsu. Trzy lata po jej sformułowaniu astronomowie doszli do wniosku iż nasza czasoprzestrzeń – odwrotnie ma charakter otwarty i nigdy nie będzie się zapadała, lecz wprost przeciwnie będzie się rozszerzała w nieskończoność.
Wywody Tiplera są przykładem prób łączenia tak odległych dziedzin jak fizyka, kosmologia, religia.